# Derrick Plourde
 (avril 2014).
Si vous disposez d'ouvrages ou d'articles de référence ou si vous connaissez des sites web de qualité traitant du thème abordé ici, merci de compléter l'article en donnant les références utiles à sa vérifiabilité et en les liant à la section « Notes et références ».
Derrick William Plourde est un batteur américain né le 17 octobre 1971 à Goleta (Californie) et mort le 30 mars 2005 d'un suicide par arme à feu.
Sa carrière s'est déroulée entre 1989 et sa mort en 2005. Il a été membre des groupes Lagwagon, Bad Astronaut, Jaws, The Ataris, Mad Caddies, Rich Kids on LSD et d'autres. On considère que Neil Peart des Rush et Bomer Manzullo des RKL ont influencé son style. Plourde pouvait jouer vite et juste[réf. nécessaire]. Il pouvait aussi commencer et s'arrêter rapidement, donnant à son jeu une impression progressiste. Il était aussi considéré comme un des meilleurs batteurs de la scène skate punk.